# Wjatscheslaw Schukow
Wjatscheslaw Schukow (russisch Вячеслав Жуков; englische Transkription Vyacheslav Zhukov oder Viacheslav Zhukov; * 1988) ist ein professioneller russischer Pokerspieler. Er ist zweifacher Braceletgewinner der World Series of Poker.

## Persönliches
Schukow stammt aus Stary Oskol. Er besuchte die Staatliche Bergbau-Universität Moskau und arbeitete vor seiner Pokerkarriere als Geologe. Der Russe lebt in Moskau.

## Pokerkarriere

### Werdegang
Schukow erzielte seine erste Geldplatzierung bei einem Live-Pokerturnier Ende August 2009 bei der European Poker Tour in Kiew, als er ein Side-Event mit einer Siegprämie von über 70.000 Euro für sich entschied. Im Juni 2011 war er erstmals bei der World Series of Poker (WSOP) im Rio All-Suite Hotel and Casino in Paradise am Las Vegas Strip erfolgreich und gewann die Weltmeisterschaft der Variante Omaha Hi/Lo. Dafür erhielt er ein Bracelet sowie den Hauptpreis von rund 465.000 US-Dollar. Anschließend erreichte der Russe auch beim Main Event der Serie die bezahlten Plätze und belegte den mit knapp 30.000 US-Dollar dotierten 426. Platz. Bei der WSOP 2012 sicherte er sich sein zweites Bracelet und ein Preisgeld von rund 330.000 US-Dollar, nachdem er zuvor erneut bei einem Turnier in Omaha Hi/Lo siegreich gewesen war. Anfang Juli 2015 wurde Schukow nach verlorenem Heads-Up gegen Max Pescatori Zweiter der bei der WSOP 2015 ausgespielten H.O.R.S.E. Championship und erhielt knapp 320.000 US-Dollar. Im Jahr darauf erreichte er bei der Weltmeisterschaft in 2-7 Triple Draw Lowball erneut einen WSOP-Finaltisch und sicherte sich knapp 75.000 US-Dollar für Rang fünf. Bei der WSOP 2017 wurde der Russe bei der Dealers Choice Championship Zweiter, wofür er rund 170.000 US-Dollar erhielt. Ein Jahr später belegte er bei der Omaha Hi/Lo 8 or Better Championship den mit knapp 100.000 US-Dollar dotierten fünften Platz. Seitdem blieben größere Turniererfolge aus. Seine bis dato letzte Geldplatzierung erzielte Schukow Ende November 2019.
Insgesamt hat sich Schukow mit Poker bei Live-Turnieren knapp 2 Millionen US-Dollar erspielt.

### Braceletübersicht
Schukow kam bei der WSOP 19-mal ins Geld und gewann zwei Bracelets:
| Jahr | Buy-in (in $) | Turnier                              | Teilnehmer | Preisgeld (in $) |
| ---- | ------------- | ------------------------------------ | ---------- | ---------------- |
| 2011 | 10.000        | Omaha Hi-Lo 8 or Better Championship | 202        | 465.216          |
| 2012 | 03.000        | Pot-Limit Omaha Hi-Lo 8 or Better    | 526        | 330.277          |